# San Leo
San Leo (San Lé v romaňském jazyce) je italská obec s 2 972 obyvateli v provincii Rimini, v oblasti Emilia-Romagna.

## Fyzická geografie
Obec leží na skalním výběžku nad údolím Valmarecchia, kudy protéká řeka Marecchia. Lze odtud zahlédnout republiku San Marino.

## Historie
Latinský název místa zní Mons Feretri. Podle některých vědců je odvozen od názvu chrámu boha Jupitera, jiní mají za to, že se jedná o název umbrijského původu, který svědčí o tom, že byla hora často navštěvována již v předrománské době.
Prokopios z Kaisareie v kronice Gótské války ze VI. století označuje vesnici San Leo jako castrum Monteferetron.
Z římského období zbyly jen ojedinělé nálezy. Materiál z římských staveb byl znovu použit při výstavbě středověké obce a neposkytuje nám tedy představu o velikosti a typologii římské osady.
Mnozí historikové označují San Leo již od jeho počátků za starověké posvátné centrum.
V IX. – X. století dostala osada  název podle poustevníka Lea (později prohlášen svatým), dalmatského společníka (svatého) Marina. Toponymum Montefeltro (IX. st.) nese podle názvu stejnojmenné diecéze. Tento název byl pak používán pro označení celého území spadajícího do jurisdikce biskupa. Od té chvíle bylo San Leo po dlouhou dobu hlavním městem "regionu" Montefeltro.
Tudy procházel roku 1213 svatý František, roku 1306 Dante, vězněni tu byli spisovatel a aktivista Felice Orsini a dobrodruh a alchymista Cagliostro. San Leo mělo také tu čest být hlavním městem Italského království Berengara II., který byl v roce 961 poražen u Pavie Otou I. Saským, před kterým pak uprchl do San Lea, kde celé měsíce odolával obléhání, než se nakonec protivníkovi vzdal. Město bylo panstvím šlechtických rodin Montefeltro, Malatesta, Medici, Della Rovere, a to až do roku 1631, kdy se stalo součástí papežského státu.
Po sjednocení Itálie náleželo San Leo kraji Marche (provincie Pesaro a Urbino), a to až do 15. srpna 2009, kdy, na základě výsledků lidového referenda ze 17. a 18. prosince 2006, bylo společně s dalšími šesti obcemi z oblasti Alta Valmarecchia od Marche odtrženo. Proti územní změně podal region Marche odvolání k ústavnímu soudu, ale odvolání bylo zamítnuto jako neopodstatněné..

## Památky a zajímavá místa
- Katedrála San Leo v románském slohu, postavená lombardskými mistry kolem roku 1173. Má klasický půdorys ve tvaru latinského kříže, je trojlodní s transeptem, velkým presbytářem a kryptou. Původně byla spojena s biskupským palácem.
- Farní kostel Santa Maria Assunta
- Pevnost San Leo
- Zvonice, postavená na skalnatém vrcholu "strážní věže", druhém nejvyšším vrcholu masivu San Leo, je součástí nejstarší zástavby postavené na kruhovém půdorysu. Původně byla věž, dnes samostatně stojící, součástí tvrze biskupů z Montefeltra. Tvrz byla zničena  Malatesty v polovině XIV. století.
- Palác Medici, postaven v letech 1517 až 1523 pro místodržícího florentské republiky. Fasádu zdobí lilie, znak Florencie, a datum 1521. Rovněž je na ní zobrazen erb papeže Julia II., člena významné šlechtické rodiny Della Rovere, která nechala na přelomu XVI. a XVII. století palác rozšířit a postavit sál divadla. V současné době tu je sídlo muzea sakrálního umění.
- Konvent sant´Igne ze XIII. století, postavený vně osady, ve františkánském období. Kostel konventu uchovává fragment jilmu, pod kterým kázal sv. František během své návštěvy San Lea (sv. František a jilm jsou znázorněny v městském znaku). V kostele se také nachází freska Madony na trůně s dítětem a světci z roku 1535. Do náboženského komplexu je zahrnut ambit a kapitulní síň kláštera se dvěma jednoduchými gotickými okny s trojlistem v okenních kružbách.

## Společnost

### Etnické a národnostní menšiny
Podle údajů ISTAT  k 31. prosinci 2010 žije trvale v obci 368 osob pocházejících z jiné země. Z celkového počtu přistěhovalců byly nejhojněji zastoupeny tyto národy:
- Albánci 89 (2,90 %)
- Maročané 80 (2,60 %)
- Rumuni 42 (1,37 %)

## Lidé spojení se San Leo
- Berengar II. Ivrejský (cca 900–966)
- Sv. František z Assisi (1181 nebo 1182–1226)
- Dante Alighieri (1265–1321)
- Guido da Montefeltro (1223–1298)
- Federico III. da Montefeltro (1422–1482)
- Cagliostro (1743–1795)
- Felice Orsini (1819–1858)
- Ennio Morricone (1928), čestný občan od roku 2010
- Umberto Eco (1932–2016), čestný občan od roku 2011

### Partnerství
- San Marino[zdroj?]
- Arbe, 2008[4]

## Sport

### Fotbal
Místní fotbalové družstvo se nazývá Pietracuta, stejně jako jedna část obce, jeho barvy jsou červená a modrá. 

## Galerie obrázků

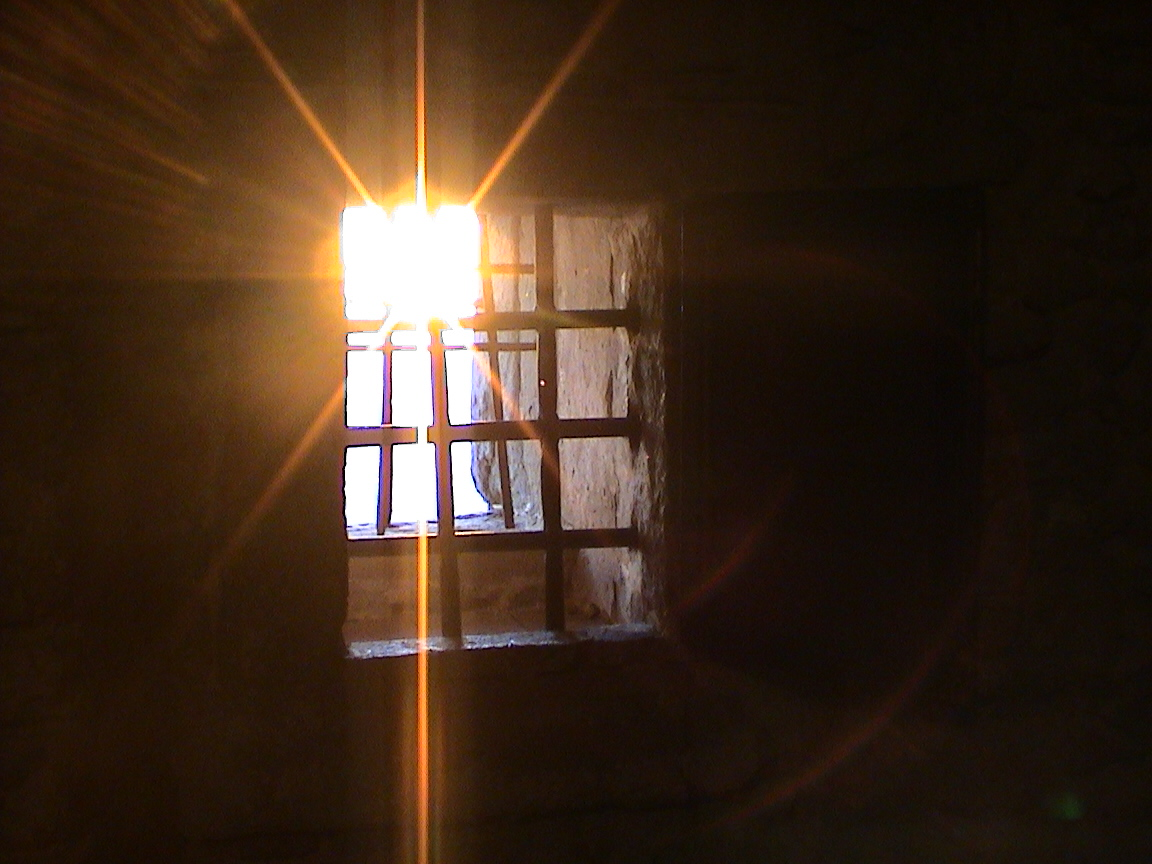
Cagliostrova cela
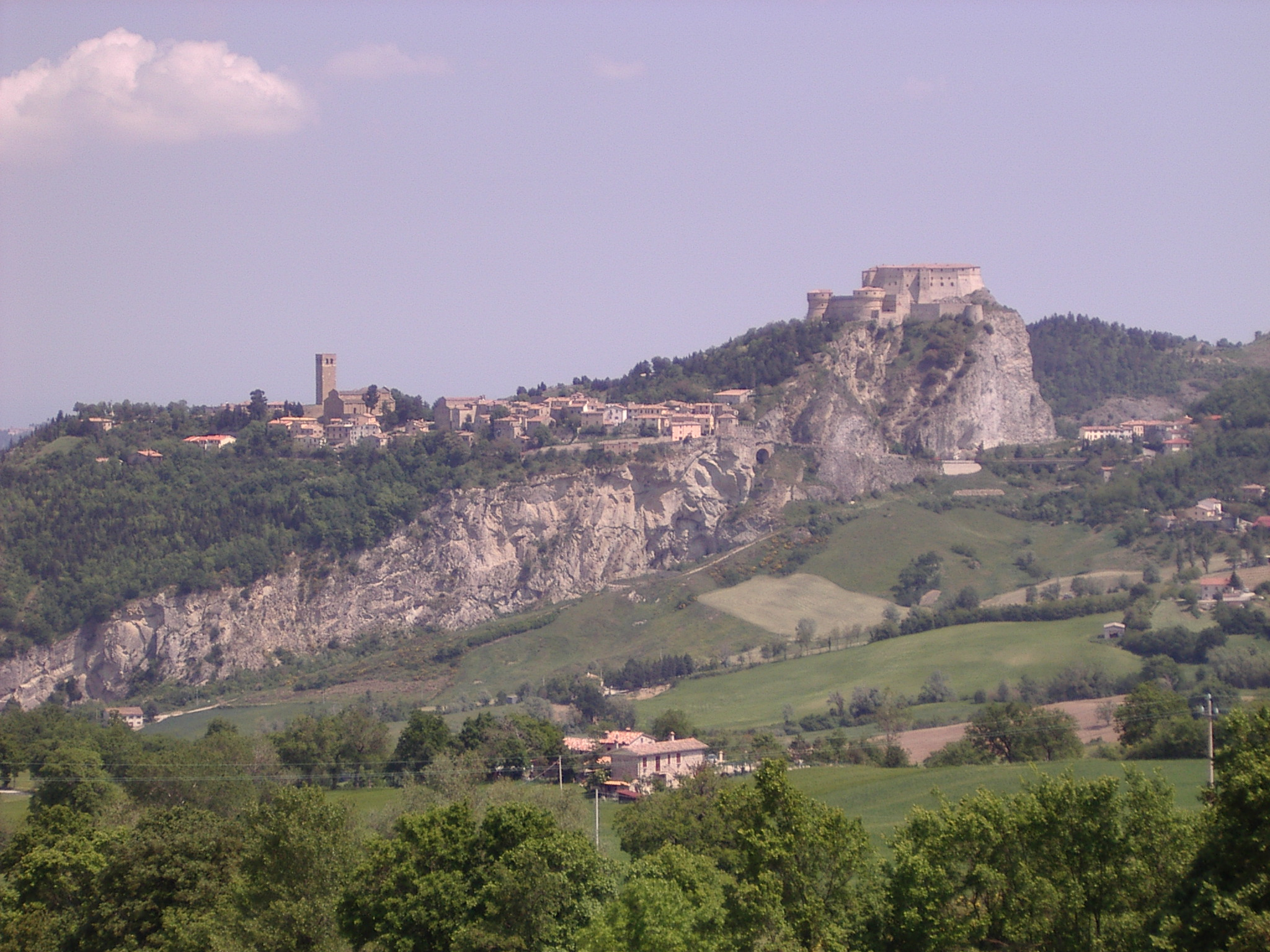
Pohled na obec
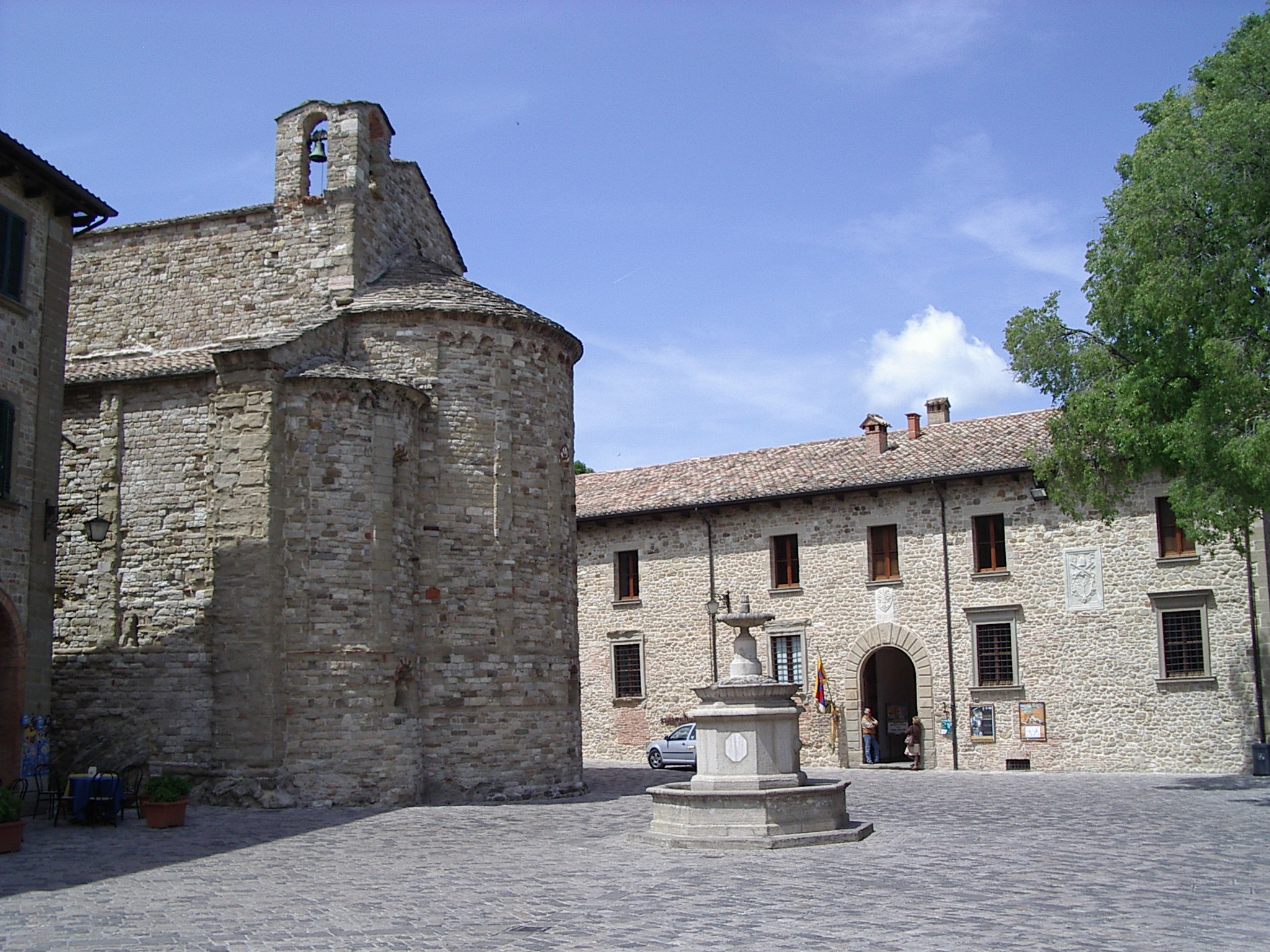
Náměstí a zadní část katedrály
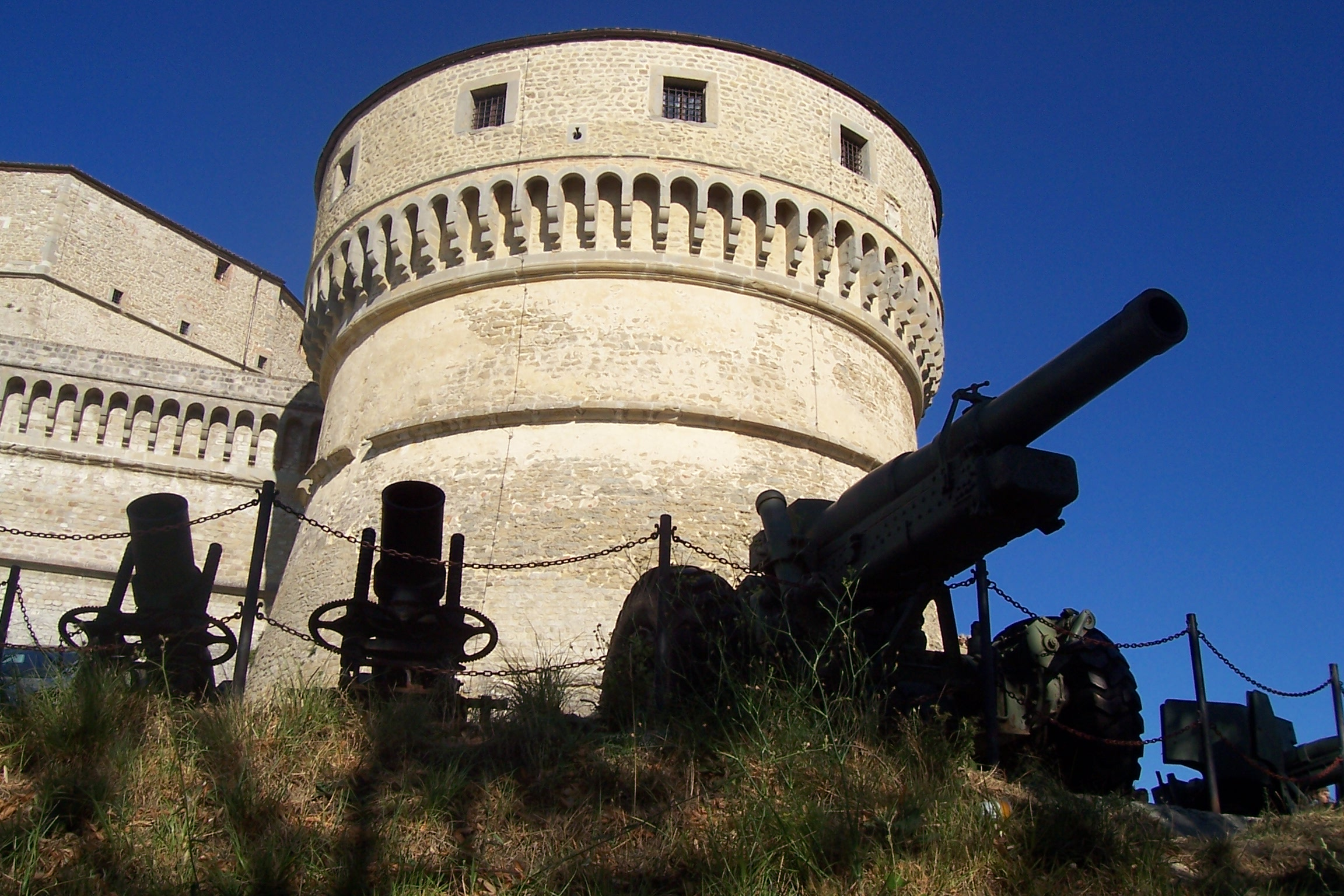
Pevnost Rocca s děly
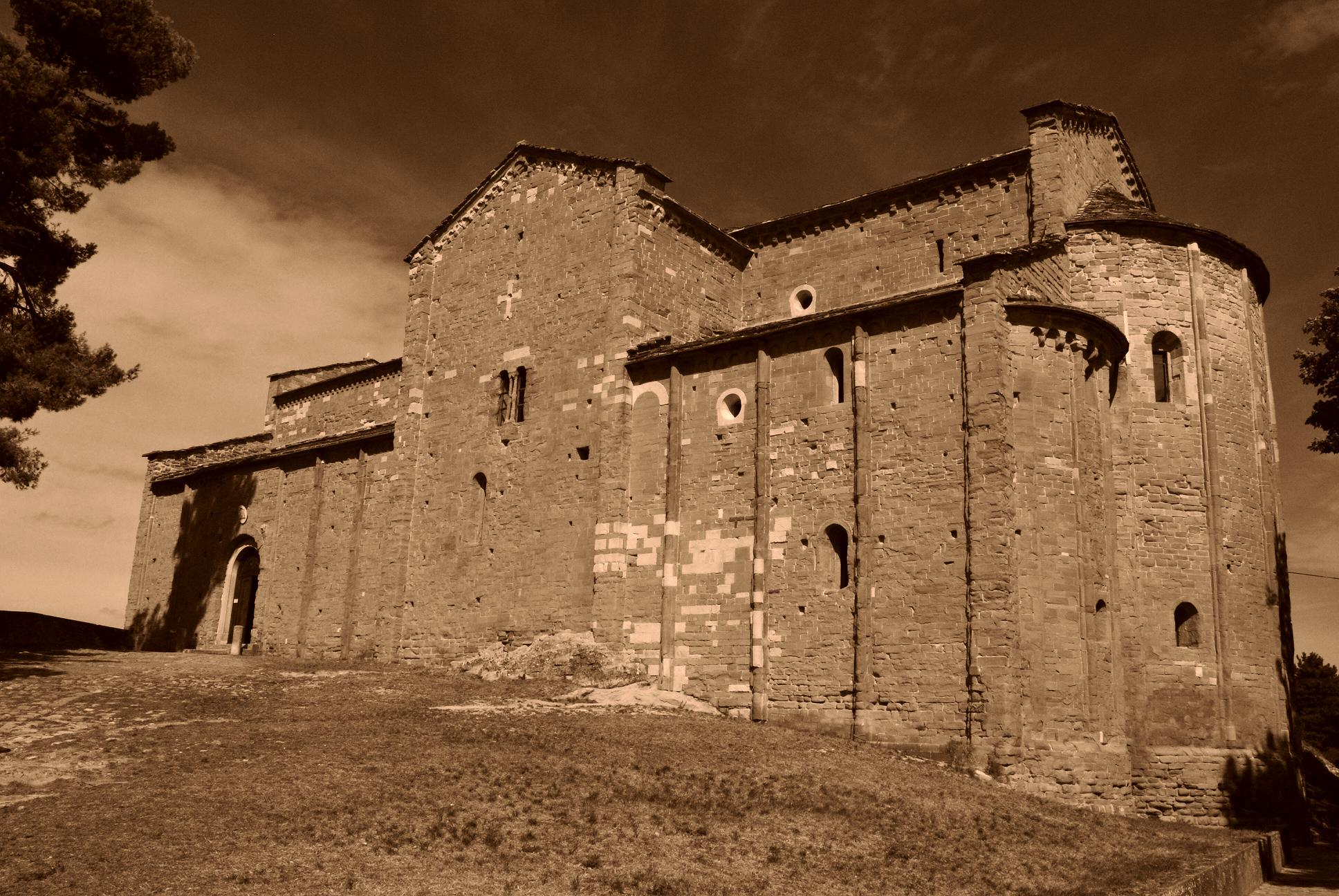
Katedrála San Leo
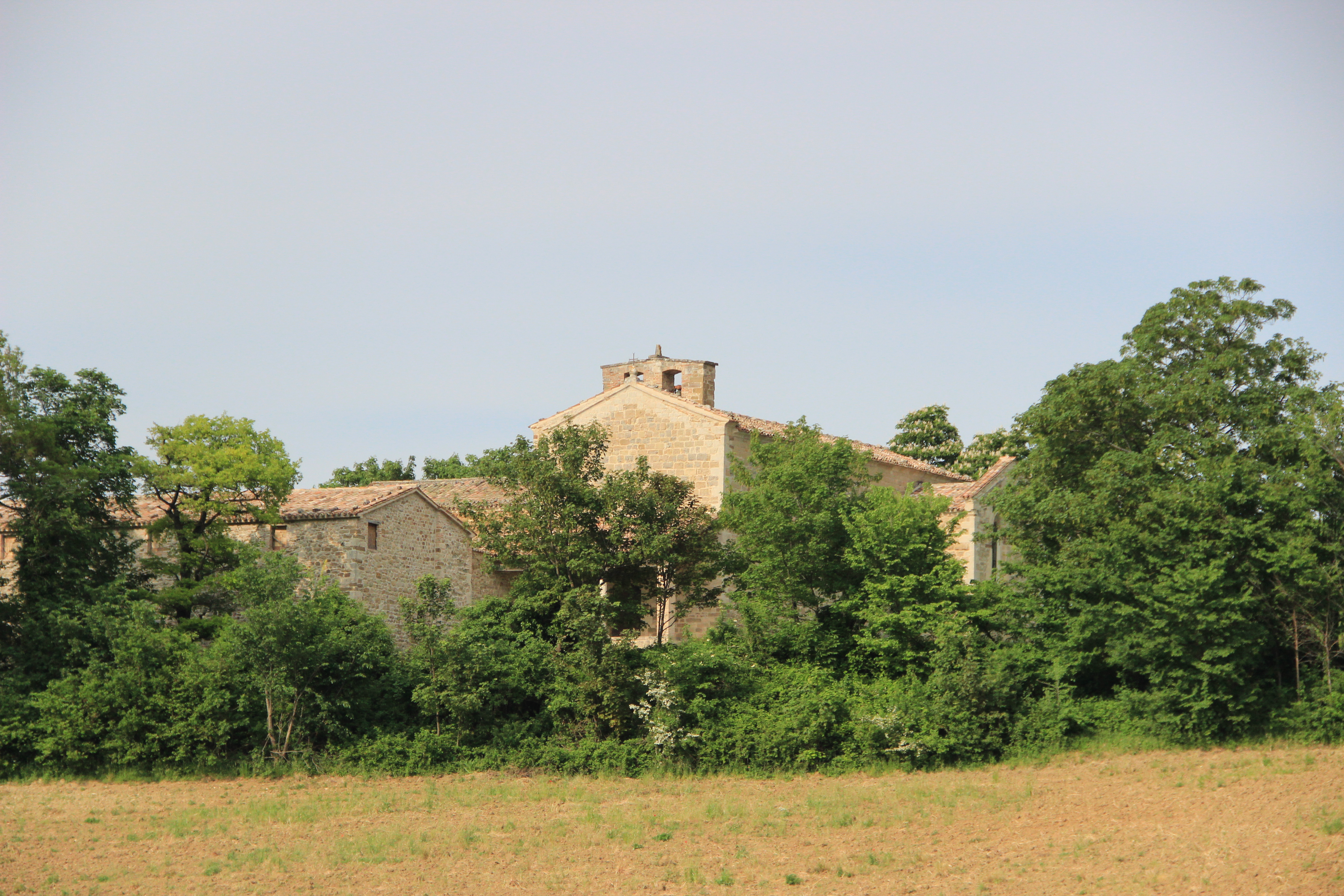
Konvent Sant'Igne, ze XIII. st. Jeho založení je přičítáno sv. Františkovi z Assisi. Mezi lety 1215 a 1223 tu byla postavena malá kamenná stavba čítající dvě místnosti, jedna sloužila jako refektář, ta druhá jako dormitář.
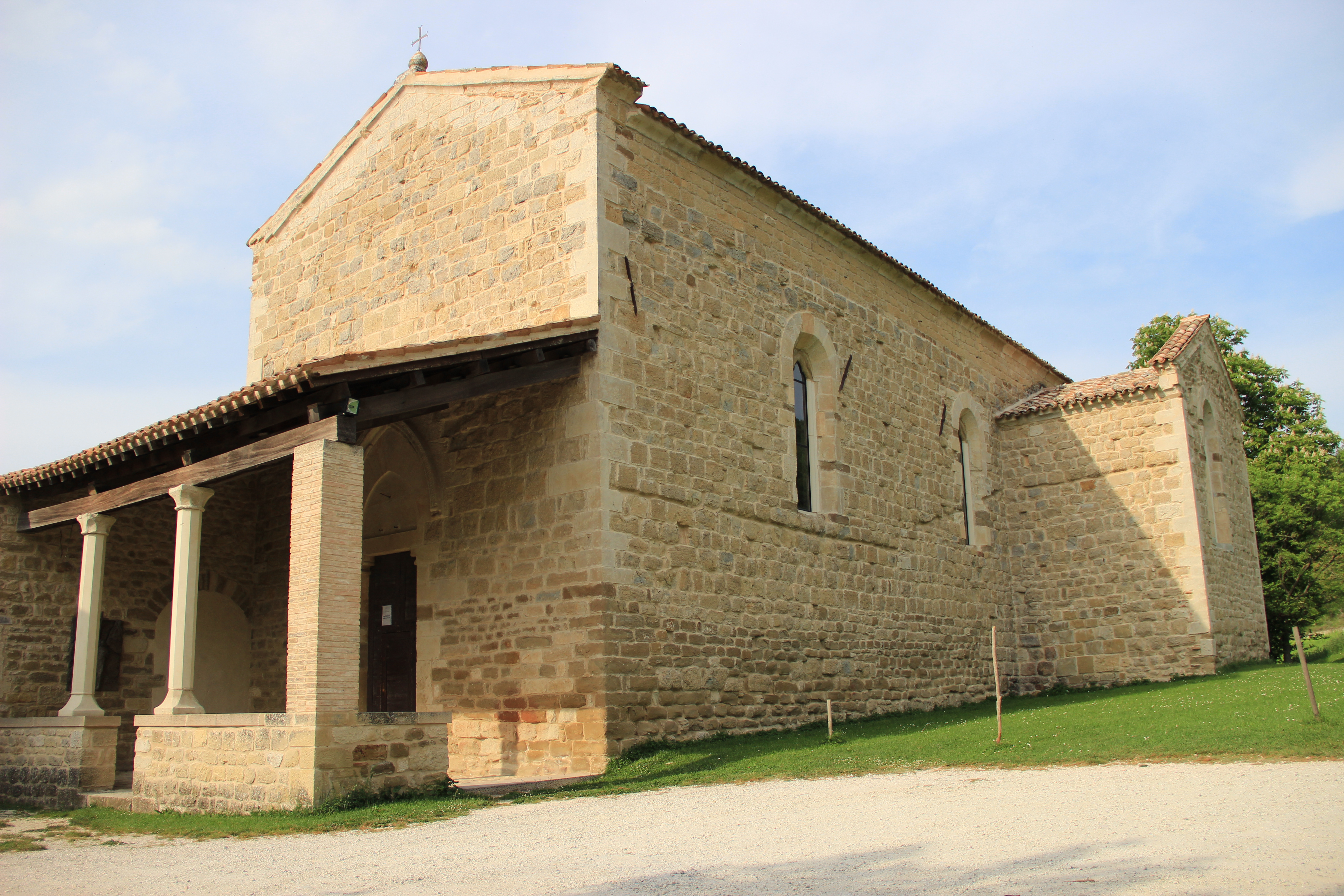
V roce 1230 byl prvotní kostel rozšířen na půdorysu latinského kříže, dostal novou střechu a krovy
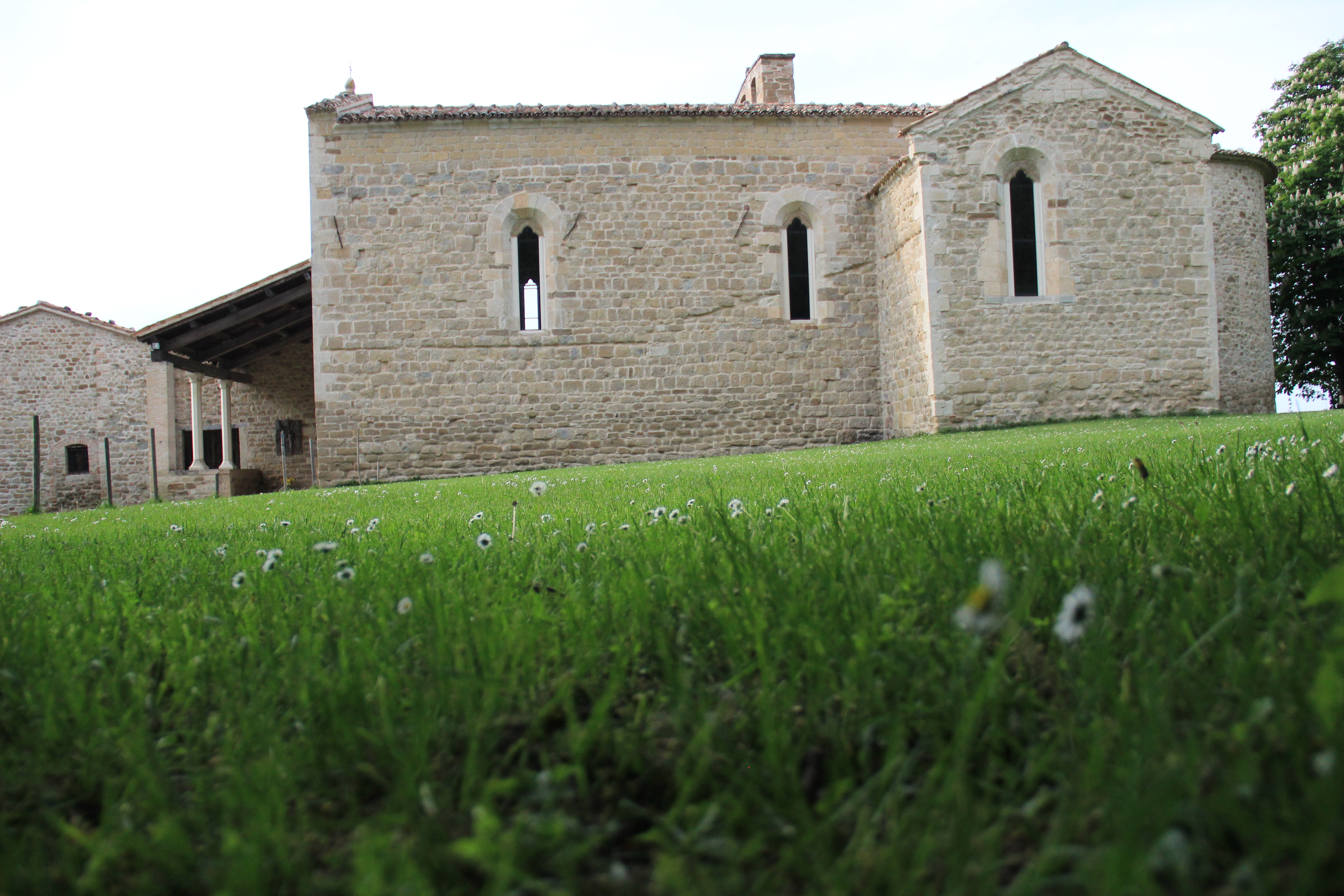
Vnější strana kostela připojená ke klášteru
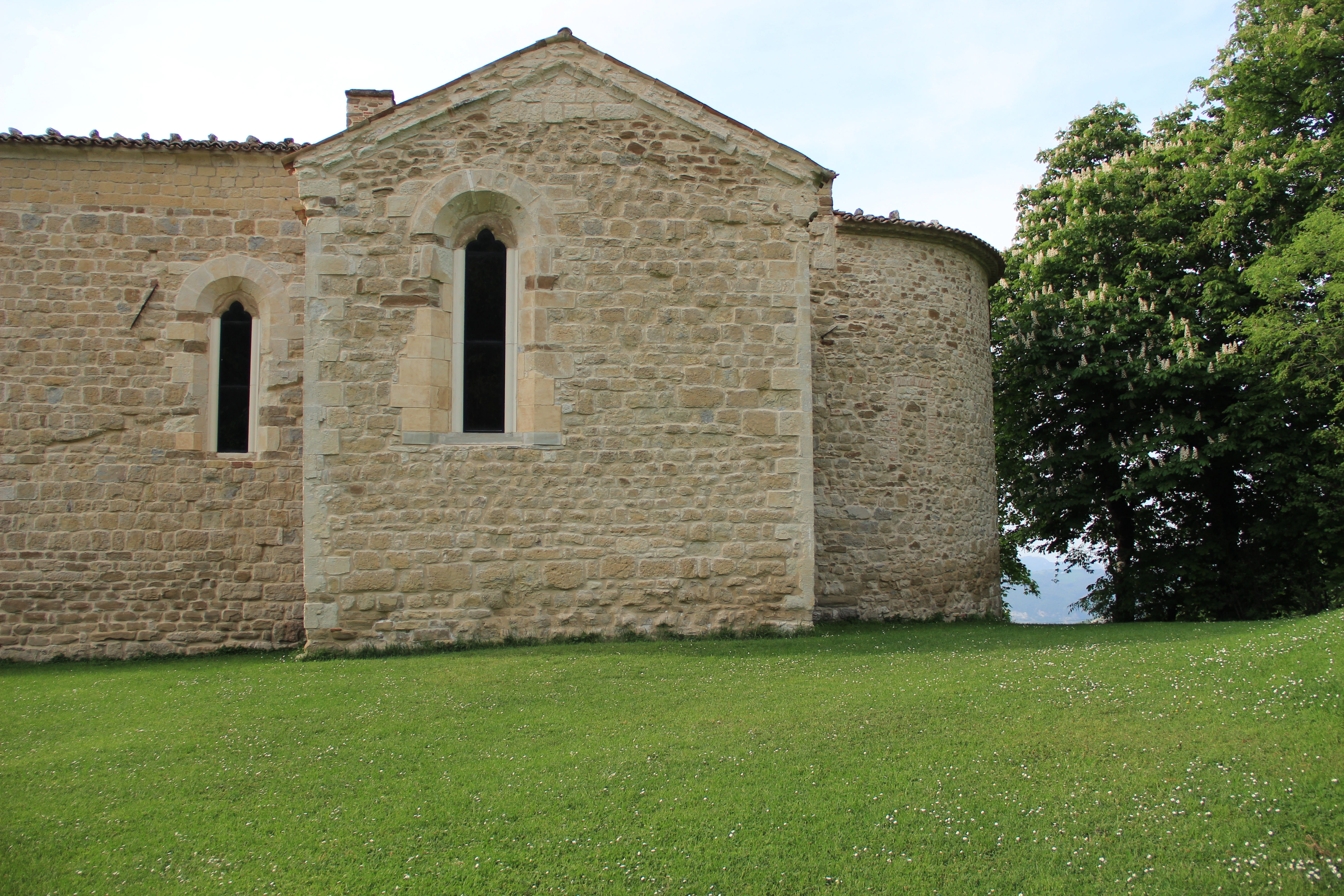
Příčná loď a apsida
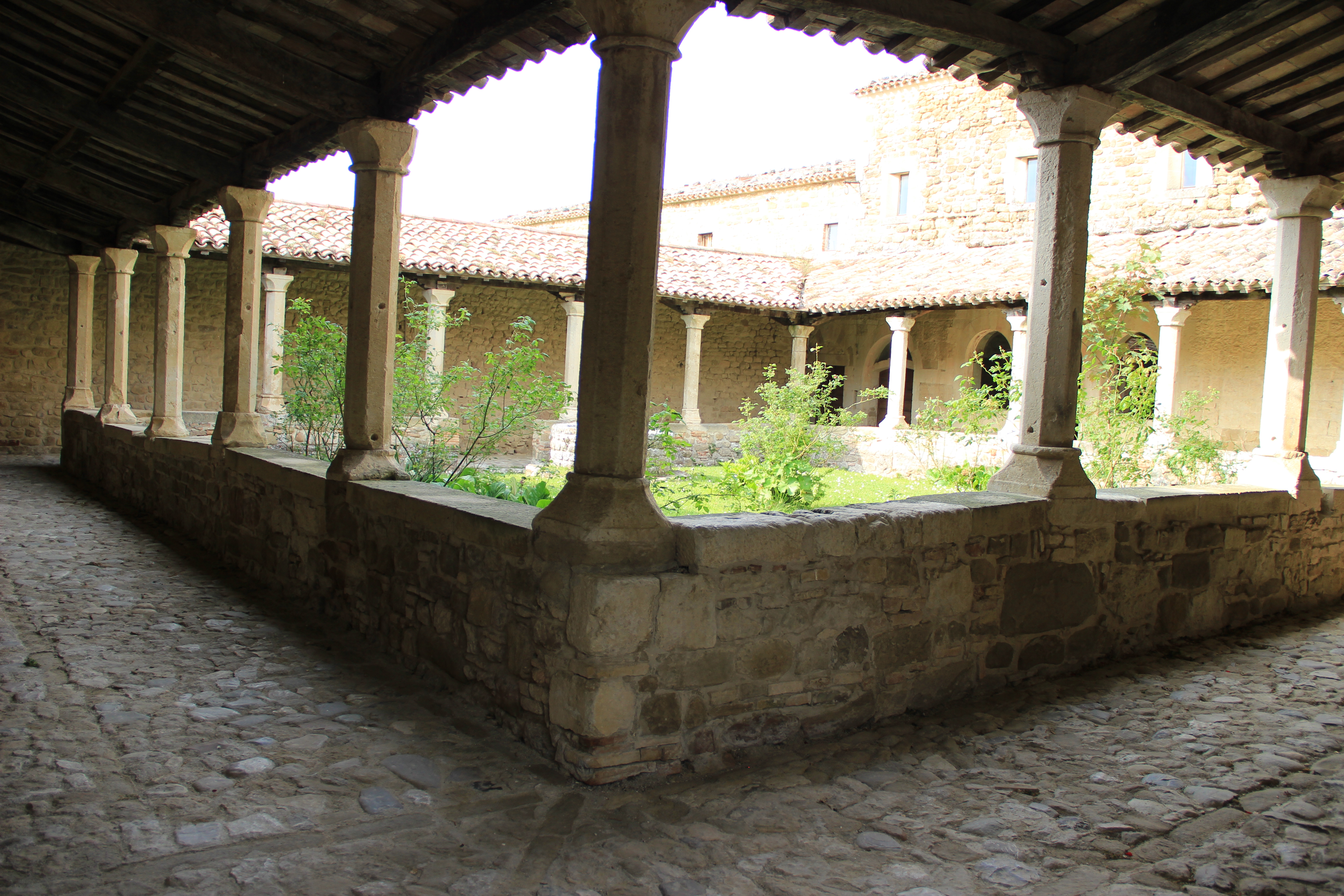
Jednoduchý čtvercový ambit s dvaceti osmibokými sloupy
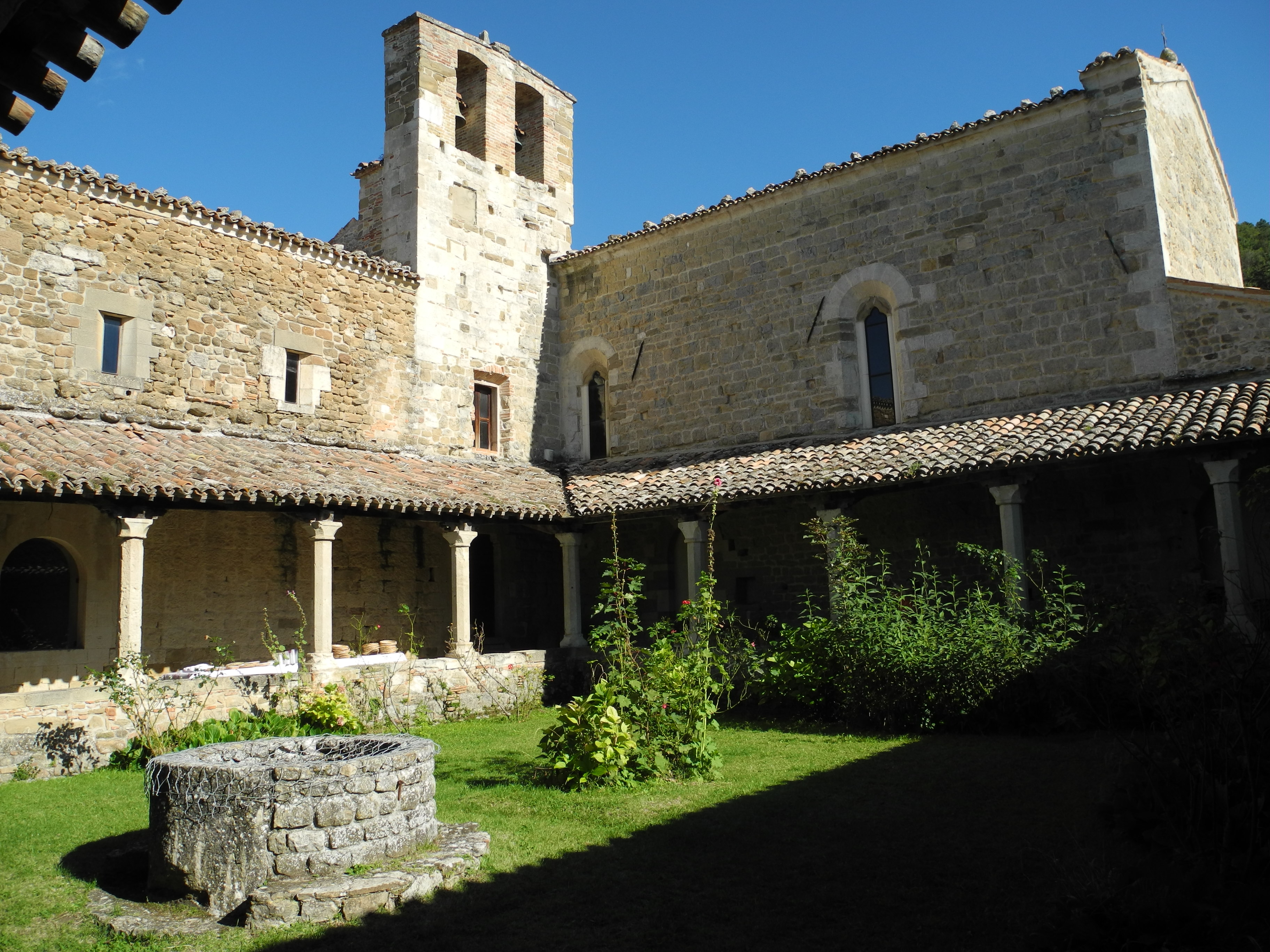
Vnitřní část kláštera se zahradou. Na východní straně kláštera se nachází kapitulní síň
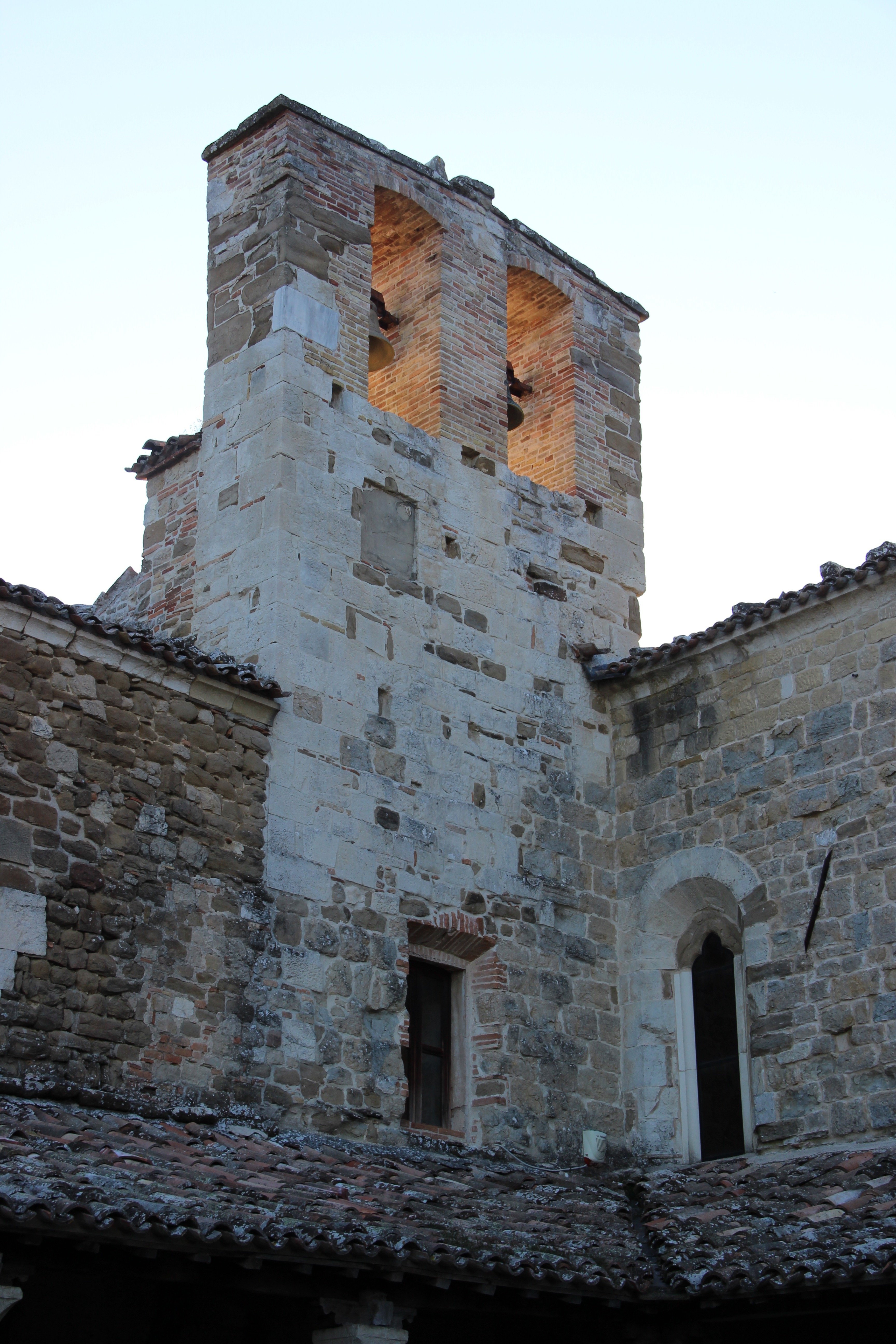
Detail zvonice s klenbami a dvěma zvony, pohled z ambitu
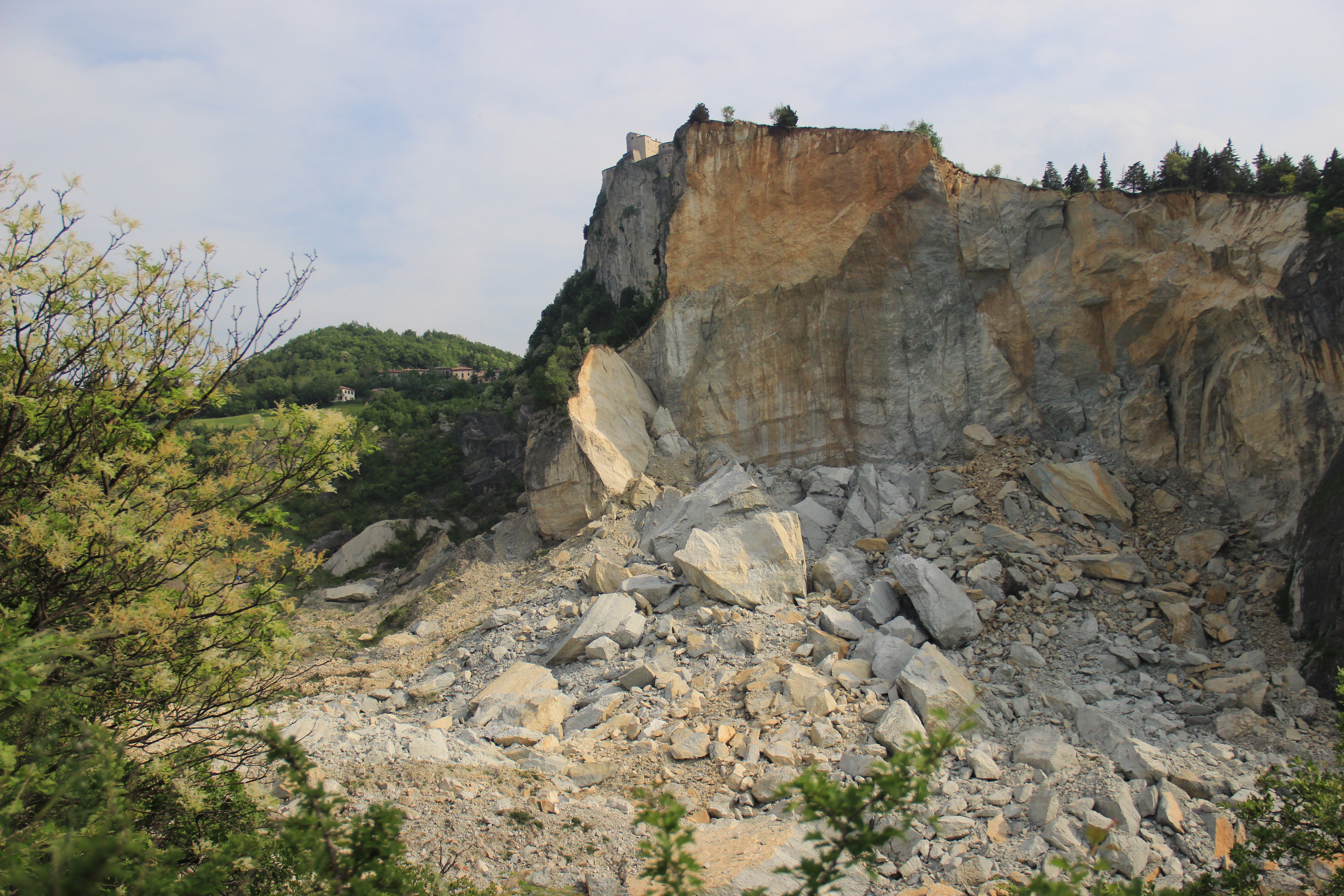
Impozantní sesuv z 27. února 2014
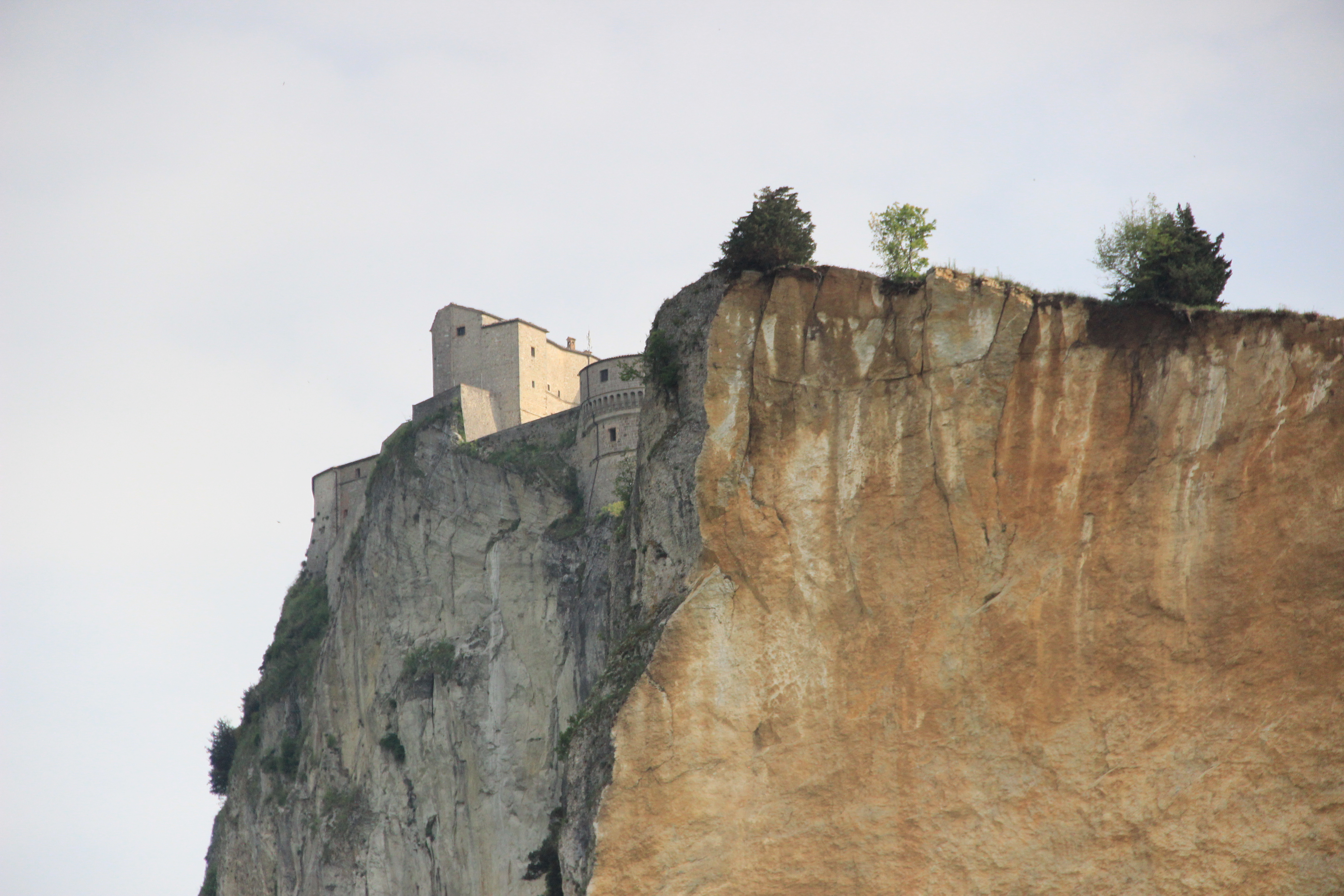
Detail skalní stěny
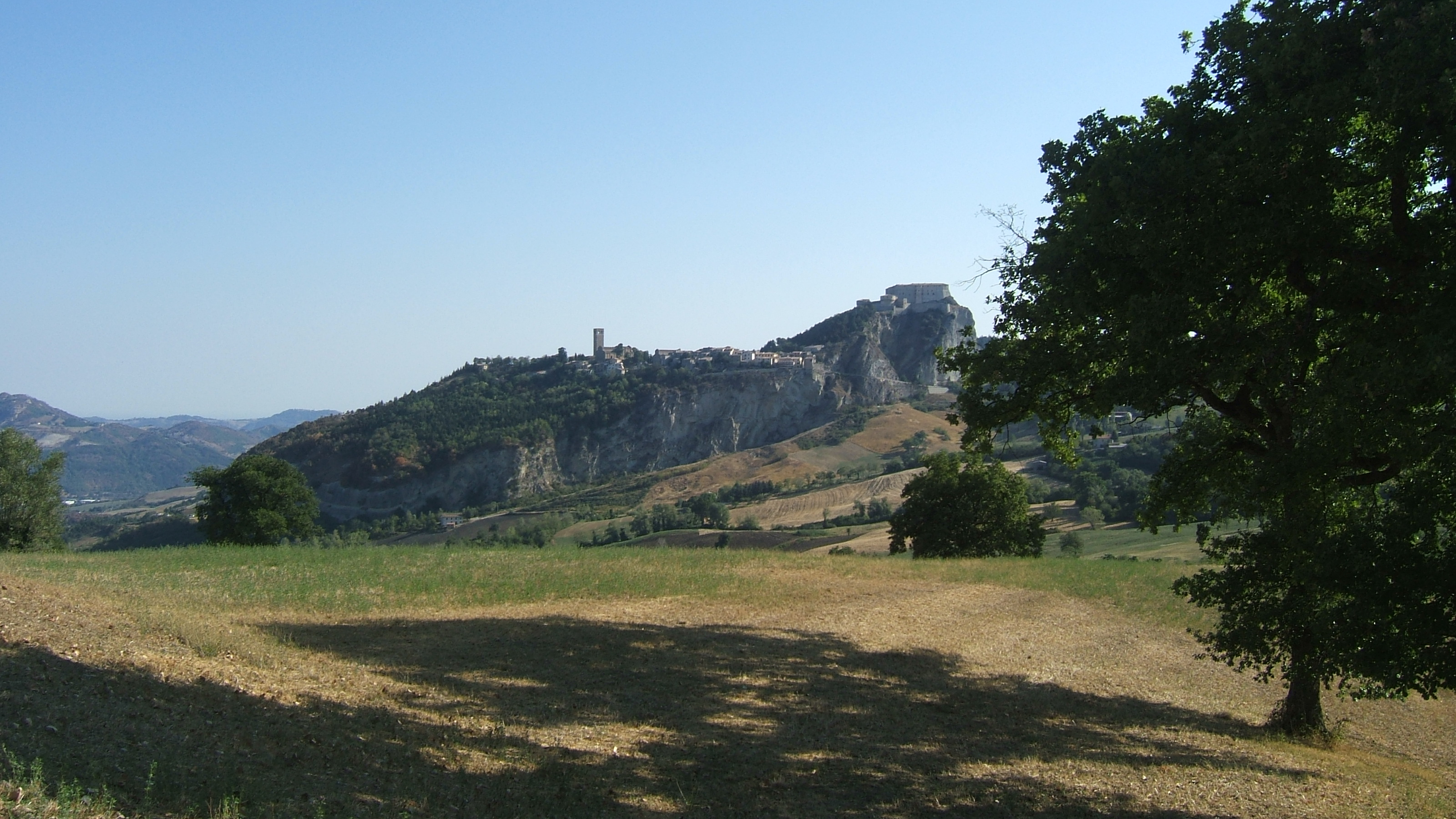
San Leo, pohled z pláně Boscara: nejsnadnější přístup do obce zvaný "Hannibalův průsmyk”
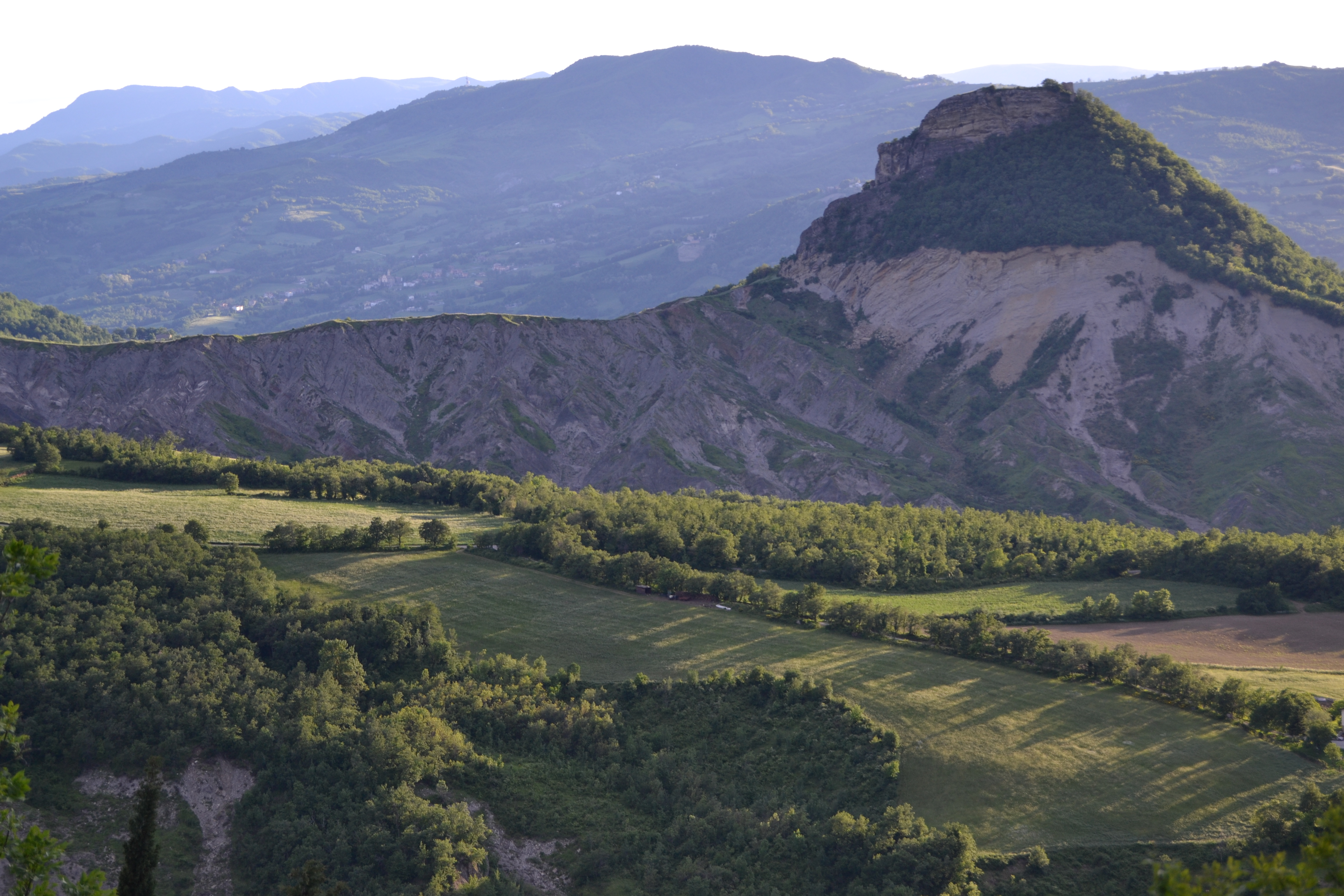
Pláň Boscara, kde tábořila vojska, která se v průběhu staletí pokoušela dobýt obec i pevnost. V pozadí skála Maioletto se zříceninou hradu